# Röda Lejonet och Solen

Röda Lejonet och Solen.

Röda lejonet och solen är ett av internationella rödakorsrörelsens officiella emblem. Röda lejonet och solen användes endast i Persien/Iran med blandad zoroastrisk, kristen och muslimsk befolkning. Lejonet och solen är ett av Irans äldsta symboler. Efter shahdömets fall och Irans övergång till muslimskt statsskick upphörde användningen av emblemet och namnet, och den nationella föreningen i Iran övergick att kalla sig Iranska Röda Halvmånen istället. Röda lejonet och solen är dock fortfarande bland de officiella emblemen av rödakorsrörelsen, trots att den inte används.